# 미야자키 다이스케
미야자키 다이스케(일본어: 宮崎 泰右, 1992년 5월 5일 ~ )는 일본의 축구 선수이다.

## 구단 경력
그는 2010년부터 201년까지 J리그의 오미야 아르디자, 쇼난 벨마레, 더스파구사쓰 군마, FC 마치다 젤비아, 도치기 SC, 반라우레 하치노헤에서 활동하였다.